# Hill (cràter)
|  | No s'ha de confondre amb Hell (cràter) o Hull (cràter). |

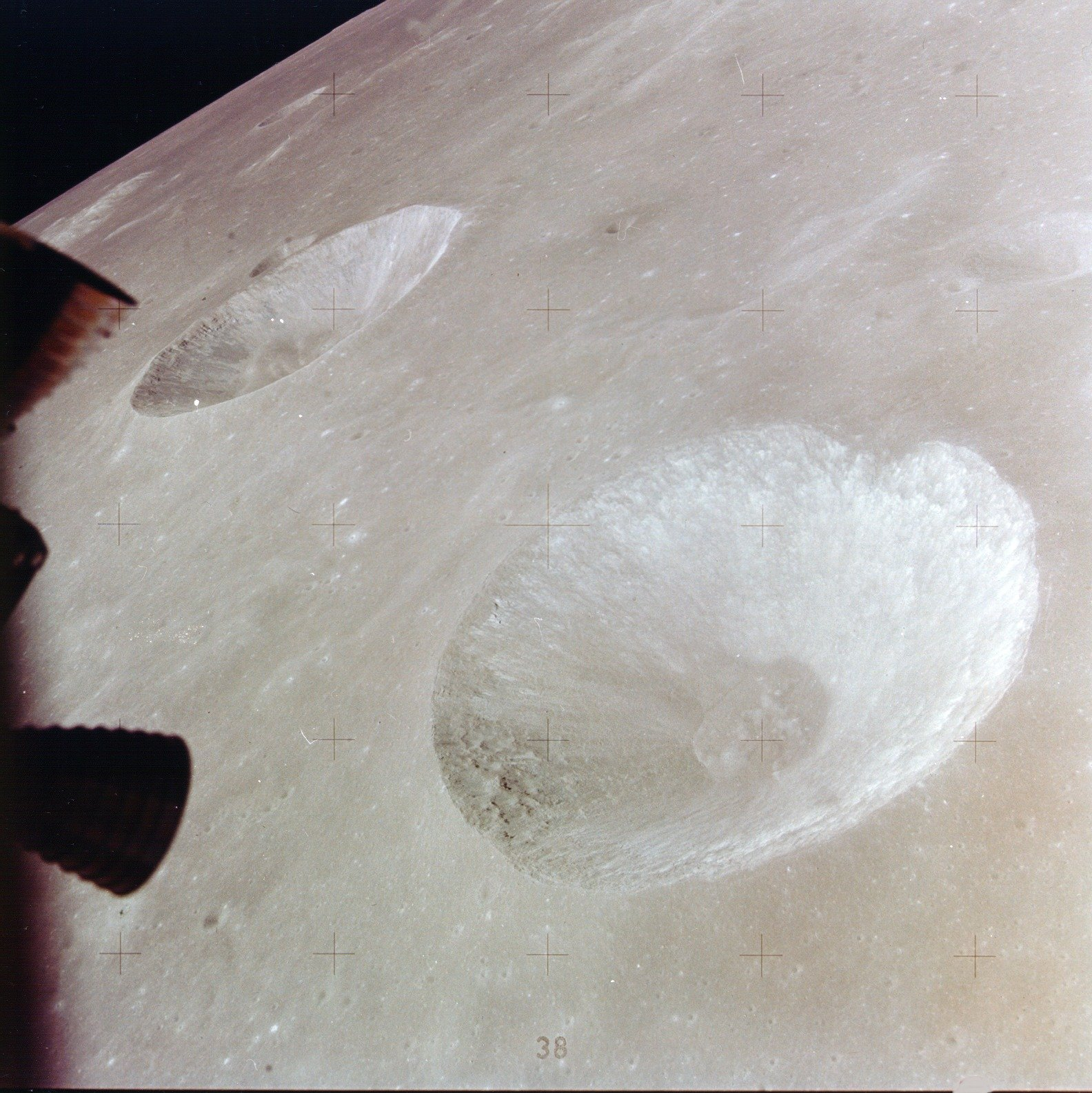
Cràters Hill (a baix dreta) i Carmichael. Fotografia de la missió Apol·lo 15

Hill és un petit cràter d'impacte lunar que es troba a l'oest del prominent cràter Macrobi, prop de la vora oriental del Sinus Amoris. Aquest cràter va ser designat prèviament Macrobi B abans de rebre el seu nom actual adjudicat per la UAI. Es troba just al nord-nord-est de Carmichael, un altre antic cràter satèl·lit de Macrobi posteriorment ha canviat el nom.

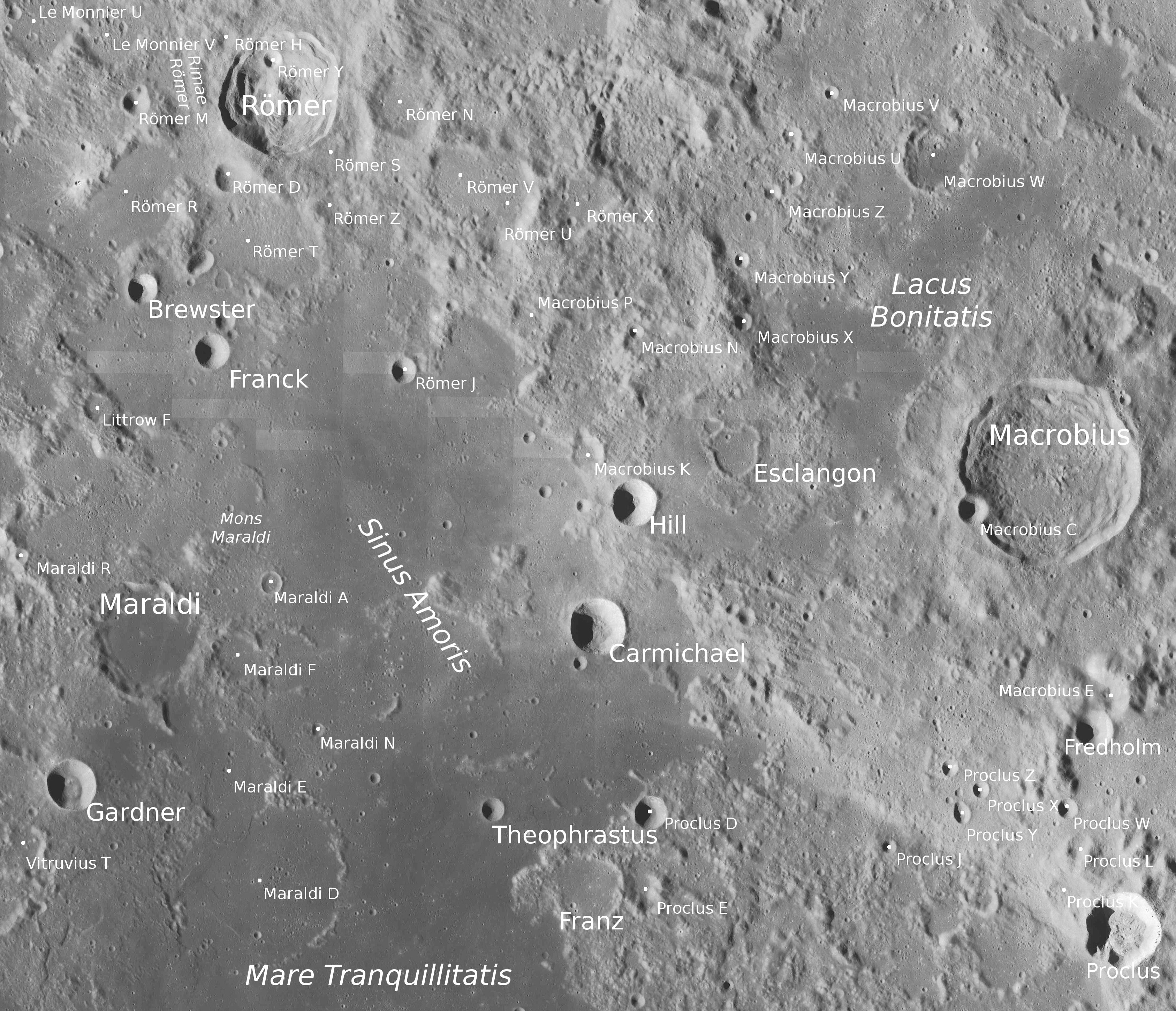
Localització d'Hill (centre de la imatge)

Es tracta d'un cràter circular en forma de bol amb una paret interior que té una albedo relativament alta en comparació amb la del terreny circumdant. Les parets internes són de forma simètrica i s'inclinen suaument fins a una petita plataforma situada en el punt central, que ocupa una superfície d'aproximadament un quart del diàmetre del cràter. Aquesta formació no ha estat erosionada significativament, i és molt similar a molts altres cràters existents en la Lluna.